# Escut del Transvaal
L'escut de la República de Transvaal estava dividit en tres camps: el primer de gules amb lleó descansant; el segon d'atzur amb un bòer daurat sostenint un fusell que reposa a terra; i a la part inferior un únic camp sinople amb un carro bòer daurat. Al mig, escudet de plata amb àncora daurada. Sobre l'escut una àliga daurada amb la vista a l'esquerra. A la part inferior una cinta daurada doblegada en tres parts, a cadascuna de les quals una de les paraules del lema nacional (en negre) "Eendragt, maakt, magt". A cada costat tres banderes de l'estat sostingudes per llances daurades.
De l'escut es coneixen diverses variacions i interpretacions, però el disseny essencial, datat el 1857, va romandre inalterat.